# La donna più bella del mondo
La donna più bella del mondo is een Italiaans-Franse filmkomedie uit 1955 onder regie van Robert Z. Leonard. Destijds werd de film in Nederland uitgebracht onder de titel De mooiste vrouw ter wereld.

## Verhaal
In Rome wordt de operazangeres Lina Cavalieri verliefd op de Russische prins Sergei, nadat hij haar eer heeft verdedigd tegen een opdringerige toeschouwer. Prins Sergei is als ambassadeur gevestigd in Parijs. Haar muziekleraar Doria, die een oogje heeft op Lina, neemt haar mee naar Parijs. Prins Sergei blijkt intussen teruggeroepen naar Rusland. Lina breekt met Doria en begint een vaudevillenummer met de gitariste Carmela. Daardoor wordt ze de ster van de Folies Plastiques. Op een avond bevindt prins Sergei zich tussen het publiek.

## Rolverdeling
| Acteur            | Personage            |
| ----------------- | -------------------- |
| Gina Lollobrigida | Lina Cavalieri       |
| Vittorio Gassman  | Prins Sergei         |
| Robert Alda       | Maestro Doria        |
| Anne Vernon       | Carmela              |
| Tamara Lees       | Manolita             |
| Gino Sinimberghi  | Silvani              |
| Nanda Primavera   | Olimpia              |
| Enzo Billiotti    | Perret               |
| Marco Tulli       | Rechter bij het duel |
| Rolf Tasna        | Lefebre              |
| Peter Trent       | Burggraaf Turin      |
| Loris Gizzi       | Duval                |
| Nico Pepe         | Louis                |
| Gianni Baghino    | Emilio               |
| Valeria Fabrizi   | Silvana              |